# Aggretsuko
Aggretsuko ou Aggressive Retsuko (アグレッシブ烈子, Aguresshibu Retsuko) est une franchise japonaise basée sur le personnage éponyme créé par Yeti pour l'entreprise de mascottes Sanrio.
Elle est originellement adaptée en une série d'animation de 100 épisodes produits par le studio Fanworks et diffusés sur TBS entre avril 2016 et 2018.
Une série d'animation ONA produite par le même studio est diffusée sur Netflix en avril 2018, suivie d'une seconde saison en juin 2019, une troisième en août 2020, une quatrième en 2021 et une cinquième et ultime saison sortie le 16 février 2023.

## Synopsis
Retsuko est une panda roux de 25 ans, vivant à Tokyo. Travaillant dans une firme commerciale où elle est victime de harcèlement au travail par ses supérieurs et peu considérée par ses collègues, elle libère sa frustration le soir en hurlant sa colère grâce au chant guttural au karaoké sur du death metal.
La série présente l'évolution des amis de Retsuko, ses supérieurs. Elle évolue dans ses hobbies, chaque saison nous présente une activité particulière.
Elle cherche un compagnon, aidée par sa mère et ses amies.
Au fur et à mesure que la série progresse, Haida devient le deuxième personnage central notamment sur l'évolution de sa relation avec Retsuko.

## Personnages
Retsuko (烈子)
Voix japonaise : Kaolip, Rarecho (death metal ver.), voix française : Sophie Landresse
Panda roux de 25 ans, naïve et incapable de dire "non", elle travaille dans le département comptabilité de son entreprise, et évacue le stress dû à son travail en chantant du death metal dans un karaoké, notamment en utilisant le chant guttural.
Ton (トン)
Voix japonaise : Souta Arai, voix française : Pierre Bodson
Cochon directeur du département comptabilité qui mène la vie dure à Retsuko à travers des remarques sexistes et des tâches ingrates. Même s'il lui arrive de donner des conseils de temps en temps à Retsuko. On apprend plus tard qu'il est marié et père de famille.
Fenneko (フェネ子, Feneko)
Voix japonaise : Rina Inoue, voix française : Émilie Guillaume
Fennec collègue de Retsuko (qu'elle n'hésite pas à stalker), elle est très observatrice et perspicace.
Haida (ハイ田)
Voix japonaise : Shingo Kato, voix française : Vincent Dussawoir
Hyène collègue de Retsuko, il est tombé amoureux de Retsuko après l'avoir côtoyée cinq ans au travail. Il essaie à plusieurs reprises de lui avouer ses sentiments.... Sans trop de succès !
Gori (ゴリ)
Voix japonaise : Maki Tsuruta, voix française : Nathalie Hons
Une gorille au style impeccable qui travaille dans la firme de Retsuko.
Washimi (鷲美)
Voix japonaise : Komegumi Koiwasaki, voix française : Stéphanie Vondenhoff
Messager sagittaire, secrétaire de direction, elle a sympathisé avec Retsuko lors des cours de yoga.
Tsunoda (角田)
Voix japonaise : Rina Inoue, voix française : Esther Aflalo
Daim, collègue de Retsuko et flatteuse professionnelle, accro aux selfies.
Kabae (カバ恵)
Voix japonaise : Yuki Takahashi, voix française : Peppino Capotondi
Une hippopotame, collègue de Retsuko, commère en chef. Mère de trois enfants, elle se montre parfois très maternelle envers ses collègues (et très bavarde !).
Komiya (小宮)
Un suricate, assistant de direction et fayot du chef Ton.
Anai (穴 井)
Voix japonaise : Sota Arai, voix française : Xavier Percy
Employé de bureau et jeune comptable diplômé qui travaille dans le même cabinet que Retsuko et qui est laissé à ses soins pour la formation. Il se révèle aux premiers abords de nature optimiste, bon enfant et travailleur avant de vite se révéler angoissé, névrotique et paranoïaque.
Tadano (只野)
Voix japonaise : Chuharu Sasa, voix française : Didier Colfs
Entrepreneur technologique, le PDG de Freeride et un personnage secondaire présenté dans la saison 2 de la série Netflix Original Aggretsuko .

## Anime

### Liste des épisodes de la série Netflix
| No | Titre de l’épisode en français                     | Titre original de l’épisode                      | Date de 1re diffusion |
| --- | -------------------------------------------------- | ------------------------------------------------ | --------------------- |
| 1 | Un jour dans la vie de Retsuko                     | 烈子の日常                                       | 20 avril 2018         |
| 2 | La gentille fille du bureau                        | 真面目ないい子                                   | 20 avril 2018         |
| 3 | Le siège éjectable                                 | 腰かける女                                       | 20 avril 2018         |
| 4 | Rêve de noces                                      | ウェディングロード                               | 20 avril 2018         |
| 5 | Le jardin secret                                   | デスバレ                                         | 20 avril 2018         |
| 6 | La rébellion                                       | 反逆の狼煙                                       | 20 avril 2018         |
| 7 | Le duel                                            | ガチバトル                                       | 20 avril 2018         |
| 8 | Le prince à la Masse                               | 自腹のプリンス                                   | 20 avril 2018         |
| 9 | La vie en rose                                     | ばら色の世界                                     | 20 avril 2018         |
| 10 | La fin du rêve                                     | 夢のおわり                                       | 20 avril 2018         |
| X | Joyeux Noël et Bon Métal (épisode spécial de Noël) | アグレッシブ烈子 ：We Wish You a Metal Christmas | 20 décembre 2018      |
| Retsuko s'acharne à faire des préparatifs de Noël, et sa nouvelle obsession pour les médias sociaux prend une tournure incontrôlable. |                                                    |                                                  |                       |
| 11 | Il est temps de grandir                            | 子供の終わり                                     | 14 juin 2019          |
| Retsuko voit sa mère arriver dans sa vie et s'immiscer dans sa vie personnelle alors qu'elle avait retrouvé un semblant d'équilibre. |                                                    |                                                  |                       |
| 12 | Le nouveau                                         | 穴井という名の後輩                               | 14 juin 2019          |
| Retsuko se voit confier la formation d'un stagiaire en apparence sympathique et volontaire, mais qui s'avère manipulateur. |                                                    |                                                  |                       |
| 13 | Le double moratoire                                | 2つのモラトリアム                                | 14 juin 2019          |
| Pour échapper aux mariages arrangés par sa mère, Retsuko décide de prendre des leçons de conduite. |                                                    |                                                  |                       |
| 14 | Un impact inévitable                               | 避けられない衝突                                 | 14 juin 2019          |
| La société de Retsuko décide d'organiser un week-end de fête entre départements et elle se retrouve assignée à l'organisation avec Anai. En parallèle, elle commence ses leçons de conduite et croise Tadano, un autre apprenti conducteur peu doué et impliqué. |                                                    |                                                  |                       |
| 15 | Le front commun                                    | 共同戦線                                         | 14 juin 2019          |
| Retsuko se retrouve à devoir gérer seule le stand de nouilles sautées. Personne dans le service ne parvient à gérer le caractère d'Anai, sauf Kabae grâce à son expérience de mère de famille.                                                                   |                                                    |                                                  |                       |
| 16 | Un avenir inconnu                                  | 見えない未来                                     | 14 juin 2019          |
| Apprenant que Shirota a tourné la page, Retsuko se laisse convaincre de participer à une soirée speed-dating... où elle tombe sur Gori. |                                                    |                                                  |                       |
| 17 | Une certaine attirance                             | 募る想い                                         | 14 juin 2019          |
| Maintenant qu'elle a son permis de conduire, Retsuko emmène Gori et Washimi en voyage. Mais les deux filles se disputent, et les choses tournent mal. |                                                    |                                                  |                       |
| 18 | Sur un petit nuage                                 | 空に住む男                                       | 14 juin 2019          |
| Sous ses airs modestes, Tadano est en réalité un magnat de la technologie. Il invite Retsuko à manger des râmen, et ils passent une soirée surprenante. |                                                    |                                                  |                       |
| 19 | Le rêve éveillé                                    | 夢見るOL                                         | 14 juin 2019          |
| Retsuko commence à se projeter avec Tadano, et l'accompagne à une partie de golf avec d'autres dirigeants de l'entreprise. Mais quelle horreur, Monsieur Ton est présent...                                                                                      |                                                    |                                                  |                       |
| 20 | Pour toute la vie                                  | すばらしき人生                                   | 14 juin 2019          |
| Tout le monde sait désormais que Retsuko sort avec un homme riche et puissant. Et Tadano affirme vouloir passer le reste de sa vie avec elle, mais sans mariage.                                                                                                 |                                                    |                                                  |                       |
| 21 | Les plaisirs de la vie                             | 人生のうるおい                                   | 27 août 2020          |
| 22 | Au fond du gouffre                                 | 辿り着いた穴倉                                   | 27 août 2020          |
| 23 | Une vie sous cloche                                | 温室育ちのOL                                     | 27 août 2020          |
| 24 | Un air de changement                               | 生まれ変わった日常                               | 27 août 2020          |
| 25 | Un oursin dans le désert                           | 砂漠にウニ                                       | 27 août 2020          |
| 26 | La croisée des chemins                             | クロスロード                                     | 27 août 2020          |
| 27 | Un mur imprenable                                  | 越えられない壁                                   | 27 août 2020          |
| 28 | La dure réalité                                    | はじけた泡                                       | 27 août 2020          |
| 29 | La fin du moratoire                                | モラトリアムの終わり                             | 27 août 2020          |
| 30 | Je compte jusqu'à 10                               | 10数えたら                                       | 27 août 2020          |
| 31 | Juste un collègue                                  | 会社の人                                         | 16 décembre 2021      |
| 32 | Le nouveau président                               | 新社長誕生                                       | 16 décembre 2021      |
| 33 | Le sale boulot                                     | 泥にまみれた仕事                                 | 16 décembre 2021      |
| 34 | Promesses non tenues                               | 果たせぬ約束                                     | 16 décembre 2021      |
| 35 | Diverses options                                   | 選択肢                                           | 16 décembre 2021      |
| 36 | Notre survie en dépend                             | 生存競争                                         | 16 décembre 2021      |
| 37 | La promotion                                       | 昇進                                             | 16 décembre 2021      |
| 38 | Chasseuse de tête                                  | ヘッドハンティング                               | 16 décembre 2021      |
| 39 | Accès interdit                                     | 不正アクセス                                     | 16 décembre 2021      |
| 40 | Tête à tête                                        | 待ち合わせ                                       | 16 décembre 2021      |
| 41 | Une prison nommée "Liberté"                        | 自由と言う名の牢獄                               | 16 février 2023       |
| 42 | Une étrange rencontre                              | シカバネ                                         | 16 février 2023       |
| 43 | La réalité, ça craint !                            | 穴倉とリアル                                     | 16 février 2023       |
| 44 | Nouveau départ                                     | 再起動                                           | 16 février 2023       |
| 45 | Un mystérieux messager                             | 謎の使者                                         | 16 février 2023       |
| 46 | Incident familial                                  | 家族事変                                         | 16 février 2023       |
| 47 | Le Parti de la Rage                                | 怒りのミッション                                 | 16 février 2023       |
| 48 | Retsuko candidate                                  | 決起                                             | 16 février 2023       |
| 49 | Un monde déconnecté                                | バラバラな世界                                   | 16 février 2023       |
| 50 | La rage dans tous ses états                        | 怒りの向こう側                                   | 16 février 2023       |

## Documentation
- (en) Mariko Oi, « The angry red panda that is Japan's new working woman », sur BBC News, 13 février 2017 (consulté en mai 2018)